# Traunviertel
Koordinaten: 47° 50′ N, 14° 5′ O
| Viertel und Bezirke Oberösterreichs |
| ----------------------------------- |
|                                     |

Das Traunviertel (in Gemeindenamen auch Traunkreis) ist die Landschaft des Südostens von Oberösterreichs. Es ist nach dem Fluss Traun benannt, der ursprünglich die nordwestliche Abgrenzung dieses Landesteiles von Oberösterreich bildete.

## Traditioneller Landesteil
Die Region leitet sich aus dem mittelalterlichen  Traungau her.
Seit der Bildung der Politischen Bezirke 1868 haben die Viertel in Oberösterreich keine rechtliche Grundlage mehr und sind reine Landschaftsbezeichnungen. Dabei wurde die ältere Kreiseinteilung ersetzt, die sich noch an den alten Vierteln orientierte.
Das Traunviertel als südöstlicher Teil grenzt im Südwesten an den Tennengau, im Süden an den Bezirk Liezen und im Osten an das Mostviertel.
Übertragen auf die heutige Verwaltung umfasst das Viertel folgende Politische Bezirke:
- Gmunden
- Kirchdorf
- Steyr-Land
- Steyr-Stadt
- Linz (östlich der Traun, südlich der Donau)
- Linz-Land (östlich der Traun)
- Wels-Land (östlich der Traun)

## NUTS-Gliederung: AT315
In der für die amtliche Statistik der EU geführte NUTS-Gliederung wird Traunviertel abweichend definiert und ist eine der fünf Gruppen von Bezirken (Ebene NUTS:AT-2) in Oberösterreich, trägt den Code AT315 und umfasst die Bezirke Gmunden und Vöcklabruck, wurde also verkleinert und greift weiter westlich aus.
Die östlichen Teile des traditionellen Traunviertels bilden die NUTS-Region Steyr-Kirchdorf, die nordöstlichen gehören zu Linz-Wels. Das entspricht auch dem modernen Raumordnungskonzept, in dem der Oberösterreichische Zentralraum als „fünftes“ Viertel herausgegriffen ist.

## Geschichte
Ursprünglich war die Gegend des Traunviertels, der Traungau, Besitz der Traungauer Grafen, der Otakare, und es gehörte bis 1254 zum Herzogtum Steiermark. Mit dem Vertrag von Ofen 1254 zwischen Ottokar II. Přemysl und dem Ungarnkönig Béla IV. wurde das Gebiet von der Steiermark abgetrennt und zum Kernland des heutigen Oberösterreich. Im Jahr 1478 wurde das Traunviertel als militärische Einheit geschaffen, die anderen Viertel waren zu diesem Zeitpunkt das Hausruckviertel, das Mühlviertel und das Machlandviertel.

## Fotos

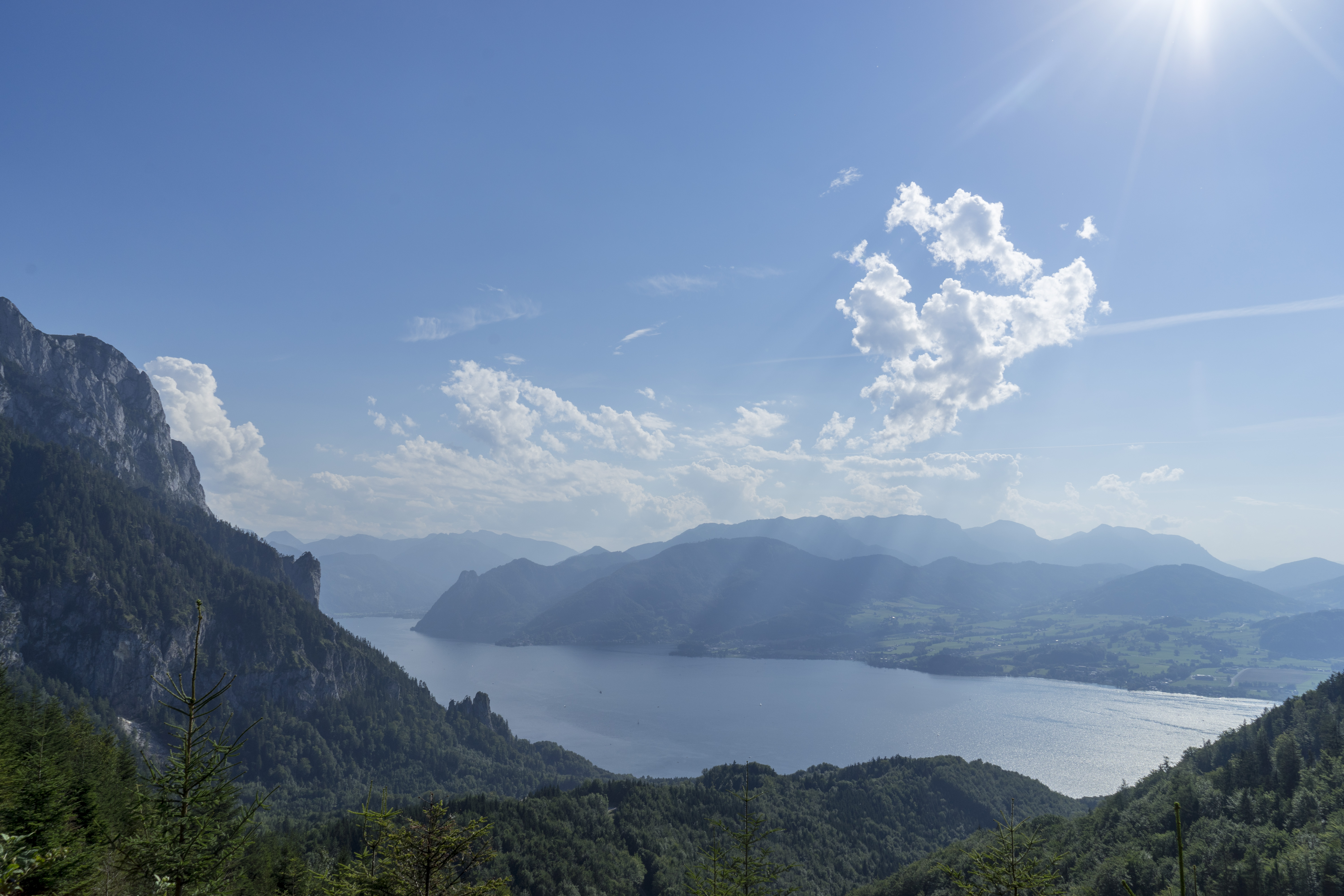
Der Traunsee mit dem Höllengebirge im Salzkammergut
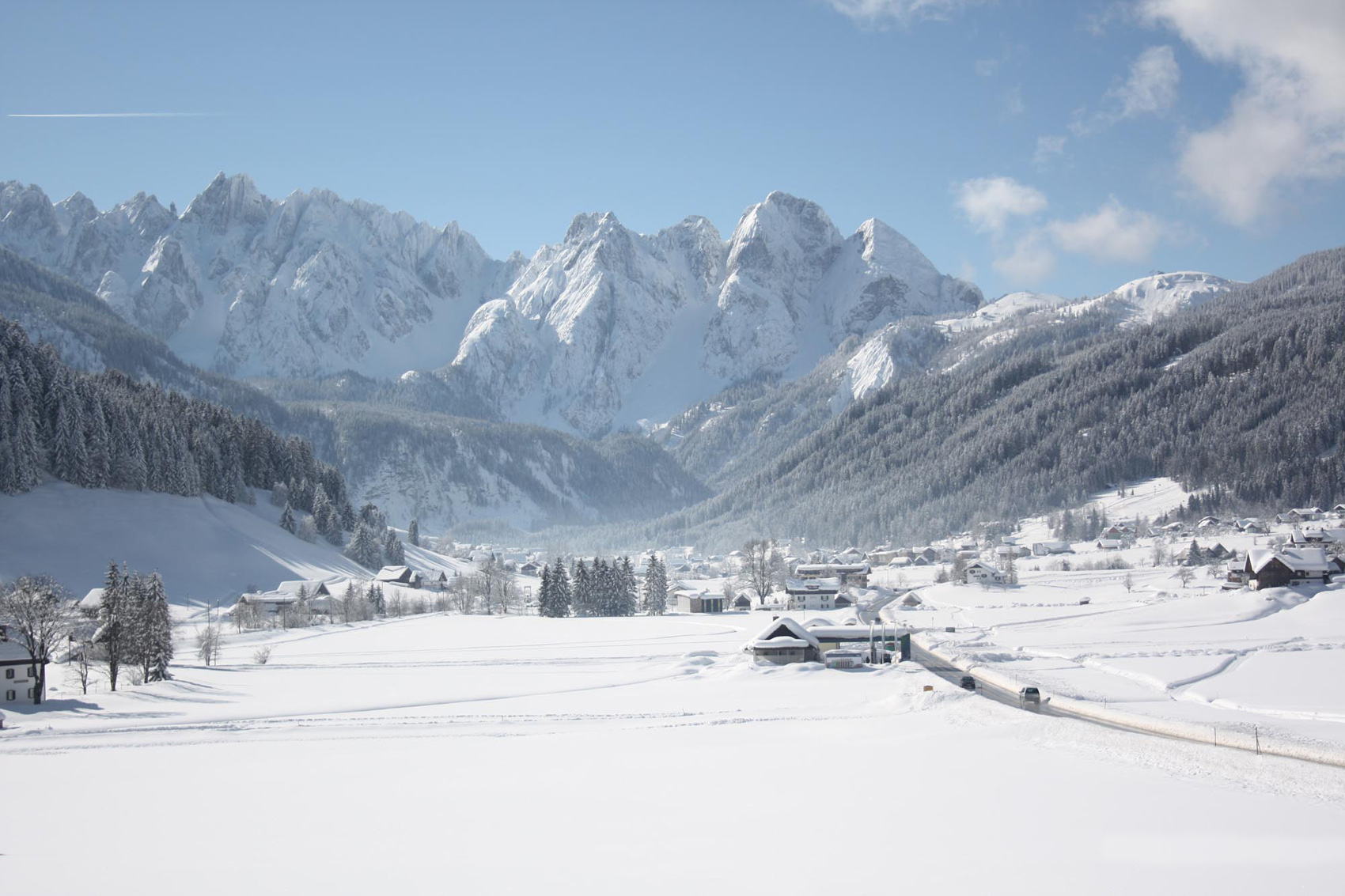
Das Gosautal
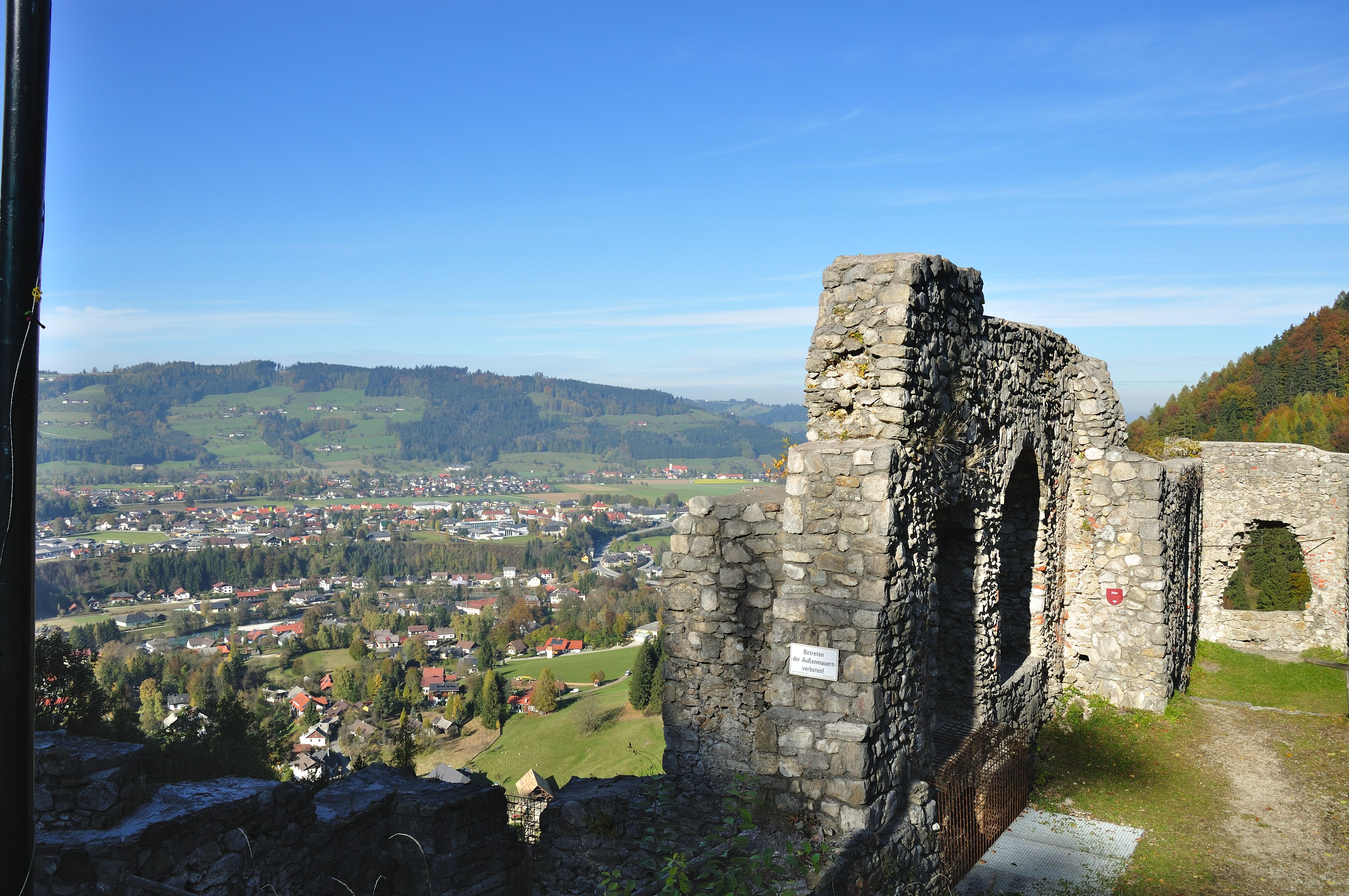
Ruine Scharnstein im Almtal
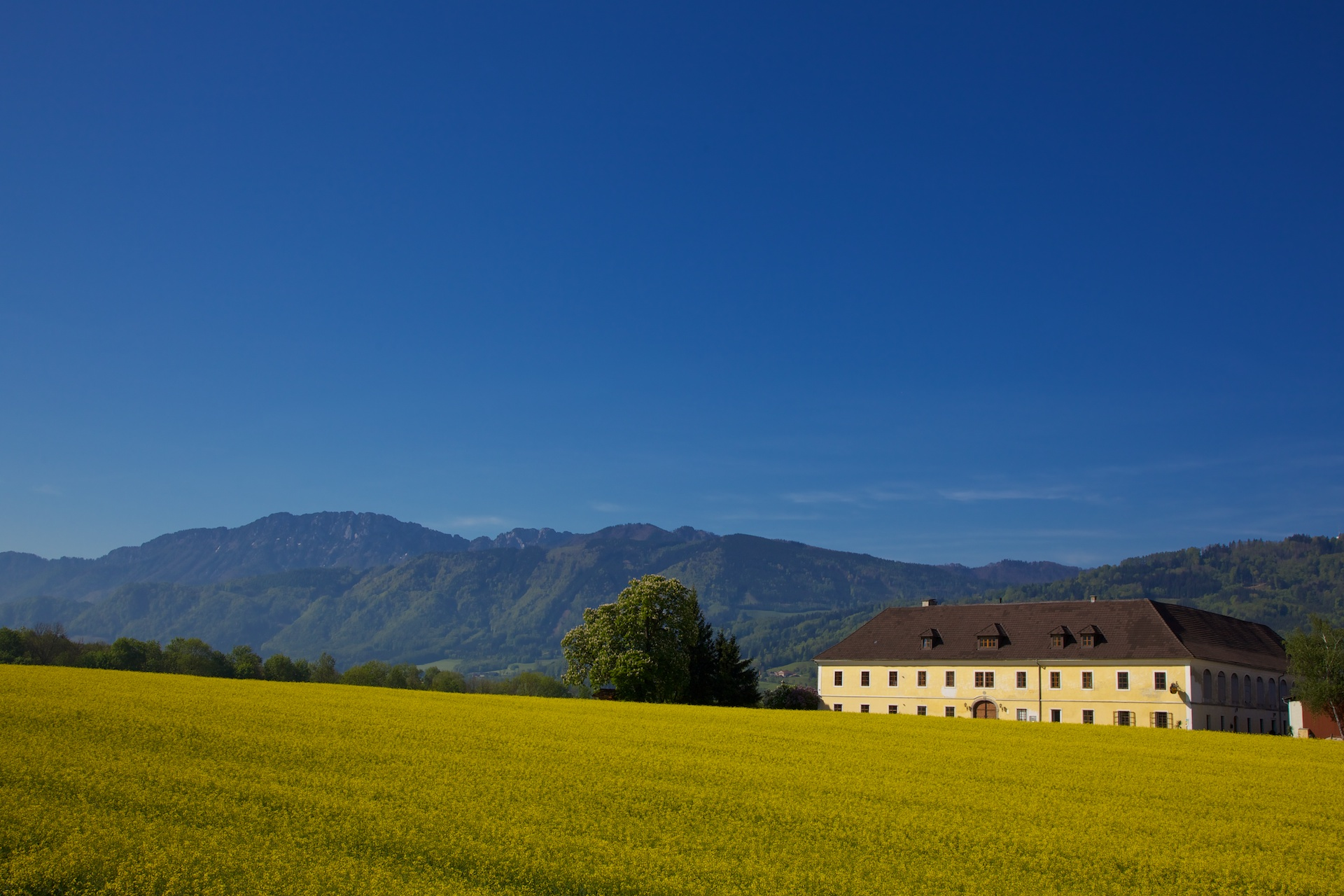
Landschaft bei Kirchdorf an der Krems mit der Kremsmauer
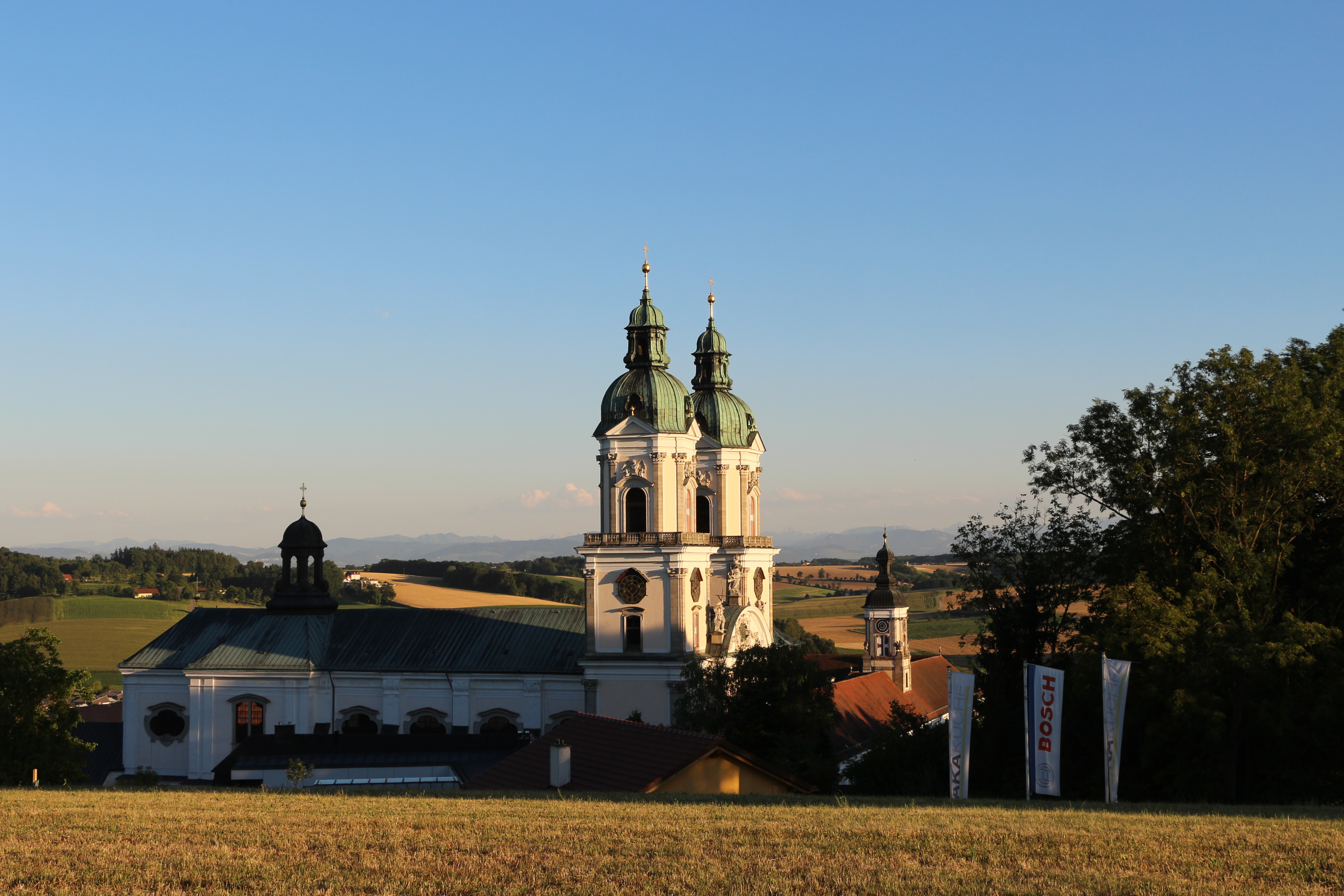
Blick vom Stift Sankt Florian ins Florianer Landl
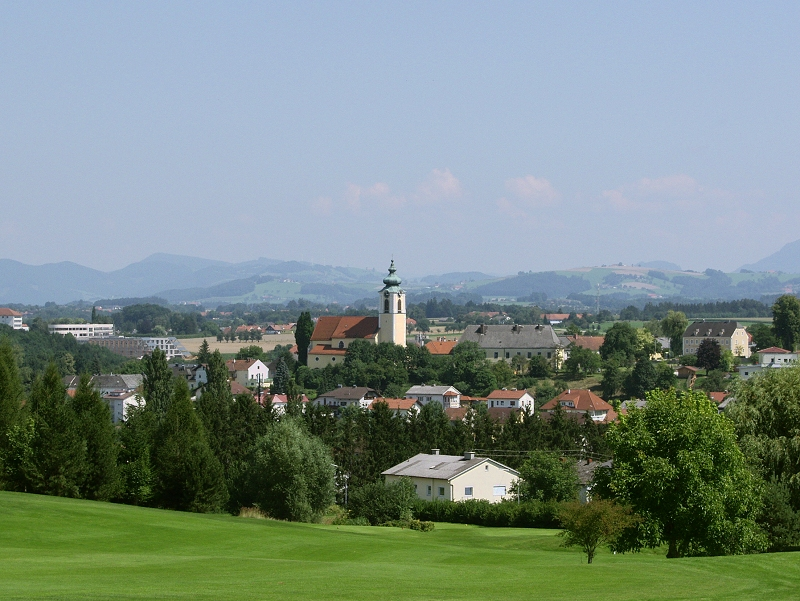
Pfarrkirchen bei Bad Hall
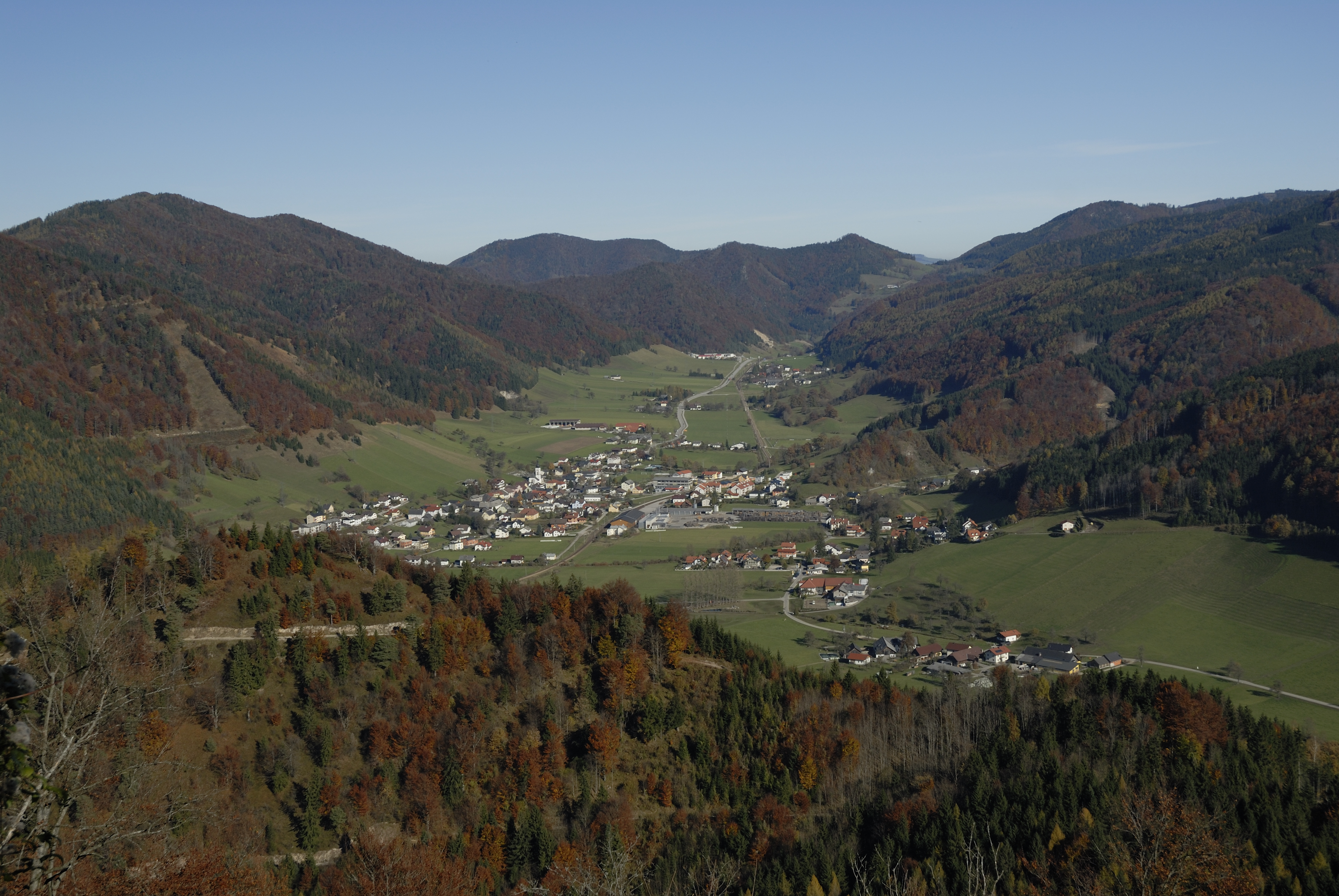
Das Gaflenztal
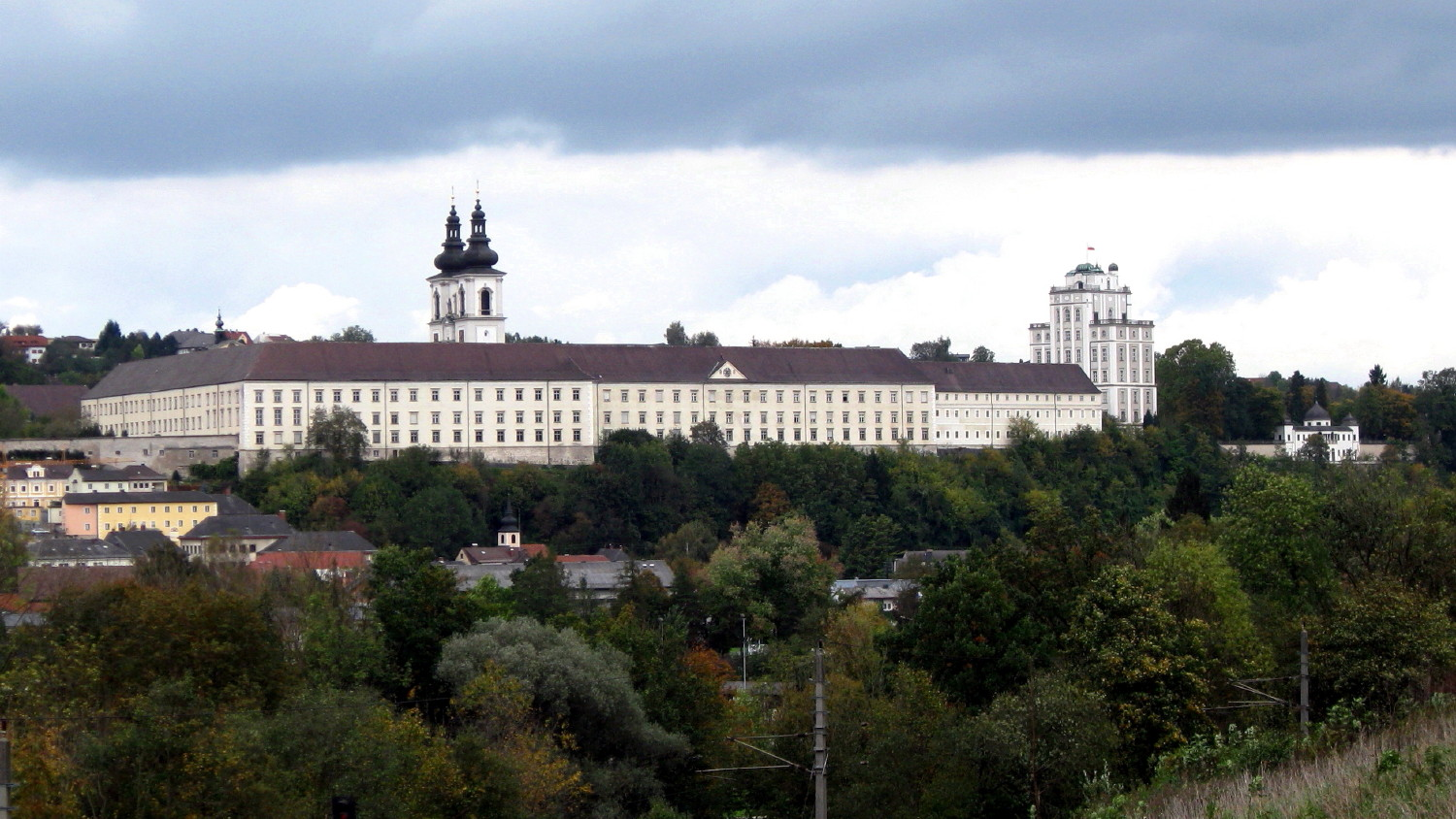
Stift Kremsmünster
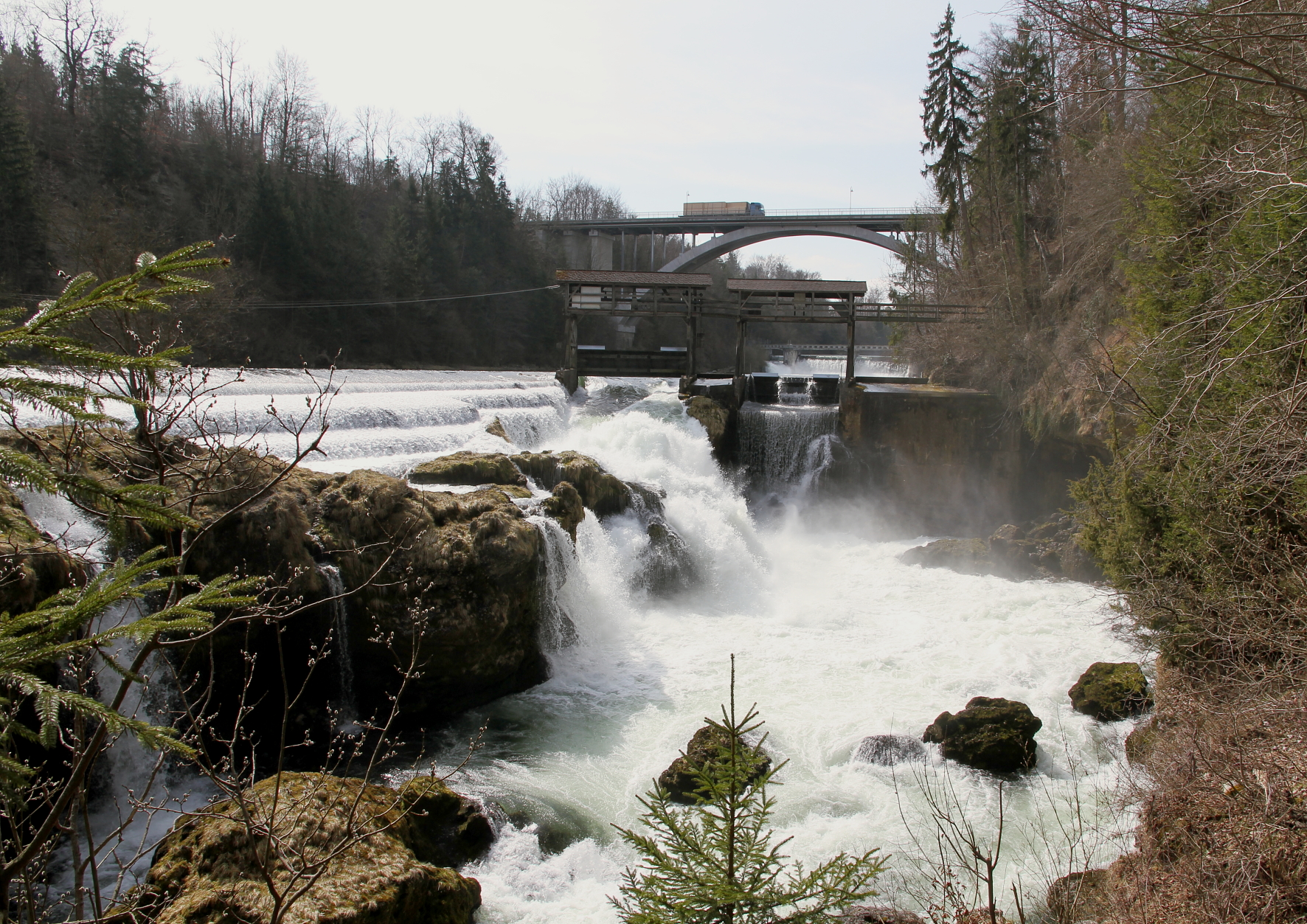
Der Traunfall bei Roitham
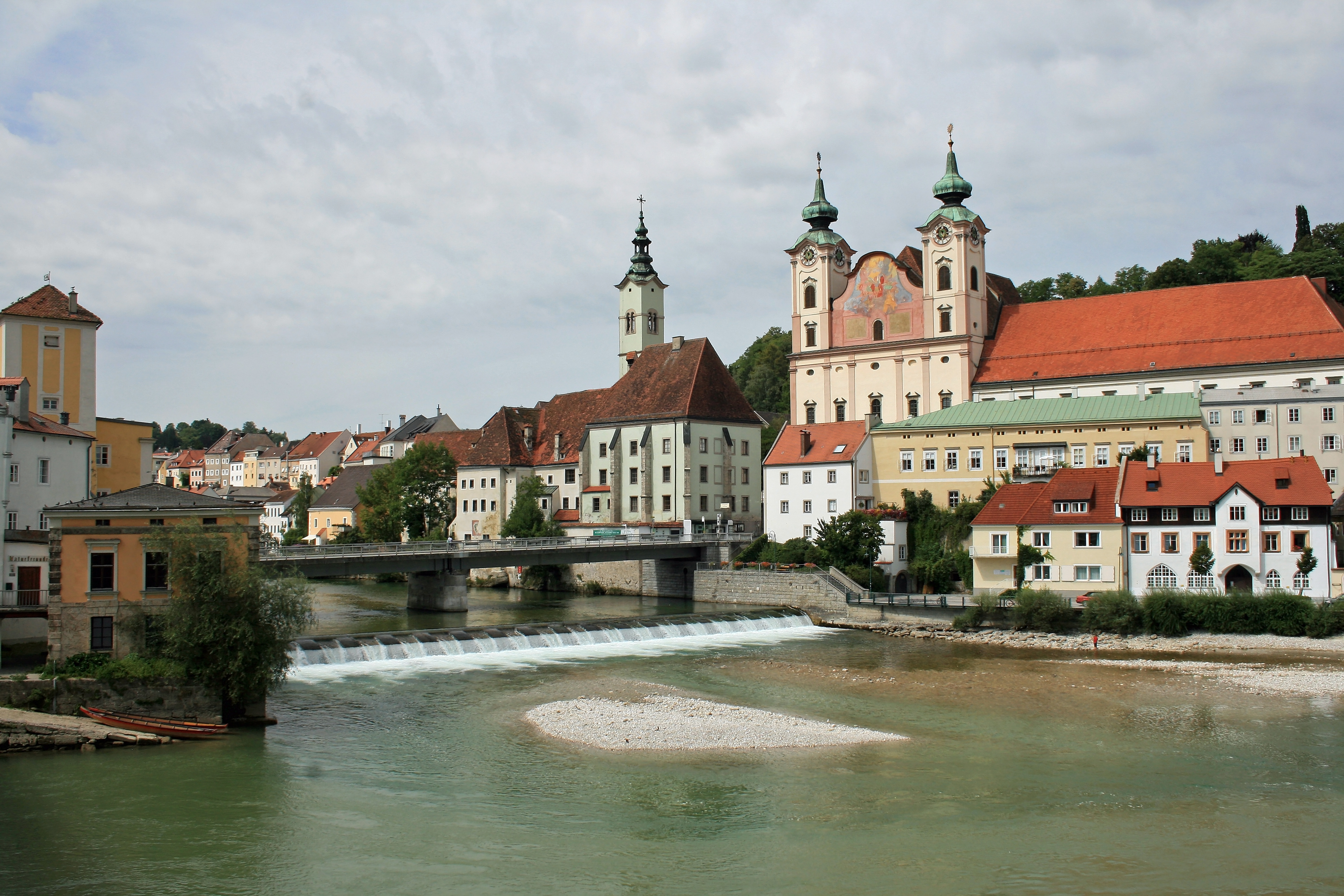
Die Mündung der Steyr in die Enns in Steyr